# Gnophos symmicta
Gnophos symmicta är en fjärilsart som beskrevs av Eugen Wehrli 1951. Gnophos symmicta ingår i släktet Gnophos och familjen mätare. Inga underarter finns listade i Catalogue of Life.